# Континентално право
Континентално право је правни систем који се првобитно развио у континенталној Европи али се данас раширио по целом свету — Латинска Америка, делови Африке, делови Азије и по неким другим деловима света као што су нпр. Квебек и Луизијана. Карактеристичко за континентално право је да засновано па записаним правним нормама, коју су апстрактно конструисане тако да су у могућности да покрију небројане могућности даних ситуација и својом конкретизацијом правно окарактеришу стварне ситуације. У континенталном систему судови су везани на закон и не могу расуђивати ван закона. Такође типична за континентално право је кодификација процес систематског записивања и сврставања правних норми према подручјима које оне уређују у широкообухватне законике. Систем континенталног права се често супротставља систему обичајног права, који је настао у средњовековној Енглеској. Док континентално право има облик правних кодекса, право у системима обичајног права је историјски произашло из некодификоване судске праксе која је настала као резултат судских одлука, признајући претходне судске одлуке као правно обавезујући преседан.
Историјски гледано, грађанско право је група правних идеја и система који су ултиматно изведени из Corpus Juris Civilis, али су у великој мери прекривени наполеонским, германским, канонским, феудалним и локалним праксама, као и доктринарним утицајима као што је природно право, кодификација, и правни позитивизам. Континентално право сматра судску праксу секундарном и подређеном статутарном праву. Континентално право је често упарено са инквизиторским системом, али ови термини нису синоними. Постоје кључне разлике између статута и кодекса. Најизраженије карактеристике грађанских система су њихови правни кодекси, са сажетим и широко применљивим текстовима који обично избегавају чињенично специфичне сценарије. Кратки чланови континенталног закона баве се општим стварима и стоје у супротности са редовним статутима, који су често веома дугачки и веома детаљни.

## Име
Различити аутори користе различита имена за овај правни систем. Тако се може срести назив римско по својим коренима, германско, француско, романско наполеонско, словенско по подручијима где се користи али углавном као сложеница нпр. грчко-романско-германско, римско-германско или наполеонско-германско право. Други популаран назив, посебно међу ауторима из држава општег права, је цивилно право, што се пак не сме мешати са другим називом на грану приватног права, посебно у туђој литератури - грађанско право. Такође се користи израз европско-континентално право што се не сме мешати са Правом Европске уније.

## Историја
Континентално право своју може наћи већ у самом римском праву пре свега у Јустинијановом зборнику. На континентално право су утицале обичајно право германских племена које су се населила по Европи током сеобе народа и канонско право. Континентално право се коначно преобликовало под утицајем просветитељства и добило форму која је данас препознатљива са писањем Наполеоновог законика и Општег грађанског законика

## Подгрупе
Континентално право се може даље делити на:
- Француско, романско или наполеонско које извире из Француске тачније из саме француске револуције са својим Наполеоновим кодексом. У ову групу се сем Француске и њених бивиших колонија које су преузеле француско право по независности, урачунавају и Италија, Шпанија, Португалија и њене бивше колније, Латинска Америка и друге
- Германско која извире из немачкоговорећих држава Немачке, Аустрије и Швајцарске. Сем ових држава у ову групу се убрајају права других држава на које су права пре наведених утицали као што су Чешка, Русија, Литванија, Латвија, Естонија, Хрватска, Босна и Херцеговина, Мађарска, Србија, Словенија, Словачка, Грчка, Украјина, Турска, Јапан, Јужна Кореја, Тајван итд.
- Нордијско или скадинавско које је типично за Данску, Шведски, Норвешку, Финску и Исланд.
- Кинеско које је типично за Народну републику Кину које је хибридно право социјалистичког права и континенталног права.

Треба разумети да ова расподела сама по себи није стриктна и да постоје државе које имају примесе и једне и друге подгрупе као што су Холандија или Пољска, те их одређени аутори уврставају различито. Такође иако је правни ред одређене државе уврштен у одређену групу то не значи да не може унутар себе садржати елементе друге. На пример иако је облигационо право у Србији са Законом о облигационим односима уређено по швајцарском моделу то не спречава српско право да унутар себе саджи инситут етажне својине, правно решење из француске подгрупе.